# Cobana guatemalensis
Cobana guatemalensis (Standl.) Ravenna – gatunek rośliny z monotypowego rodzaju Cobana Ravenna, należącego do rodziny kosaćcowatych (Iridaceae), występujący w okolicach miasta Cobán w 
departamencie Alta Verapaz w Gwatemali i w środkowo-wschodnim Hondurasie.

## Morfologia
PokrójWieloletnie rośliny zielne z podziemnymi cebulami pokrytymi ciemną, papierowatą tuniką.
LiścieKilka, równowąskich do lancetowatych, z równoległymi fałdami.
KwiatyListki okwiatu białe, wolne, rozpostarte od nasady, te w wewnętrznym okółku mniejsze. Nitki pręcików wolne, krótkie (poniżej 1 mm). Pylniki pękające przez wierzchołkowe otworki. Szyjka słupka nierozwidlona, nitkowata.
OwoceOdwrotniejajowate do cylindrycznych, ucięte torebki zawierające kanciaste nasiona.

## Systematyka
Rodzaj z monotypowego rodzaju Cobana, z plemienia Tigridieae z podrodziny Iridoideae z rodziny kosaćcowatych (Iridaceae).